# Op med humøret (film fra 2005)
|  | Denne artikel er oprettet af botten PalnaBot ud fra en ekstern database. Den kan derfor have sproglige fejl eller mangler. Denne skabelon kan fjernes efter kontrol af indholdet. |

 For alternative betydninger, se Op med humøret. (Se også artikler, som begynder med Op med humøret)
Op med humøret er en kortfilm fra 2005 instrueret af Michael W. Horsten efter manuskript af Charlotte Fleischer, Michael W. Horsten, Line Langebek Knudsen.

## Handling
Drengen Emil har en kanin, som han leger med hver dag. Kaninen er god til at hoppe, og den er sød! Men kaninen er også gammel, og en morgen er den død. Emils mor gør alt, hvad hun kan for at trøste Emil og få ham i godt humør. Men det er ikke nemt at være glad, når man er rigtig ked af det. Emil får brug for at vise, at man godt kan være stor af format, selv om man er lille. En novellefilm om sorg og glæde, og om nødvendigheden af at få lov at føle det, man føler.